# Raymond Guégan

Raymond Guégan (Laon, 7 de diciembre de 1921 - Laon, 27 de abril de 2007) fue un ciclista francés que fue profesional entre 1943 y 1957. Durante su carrera profesional consiguió 20 victorias, la más importante de las cuales fue la París-Tours de 1952.

## Palmarés
- 1943
  - 1.º en la París-Alençon
- 1944
  - 1.º en A Travers París
- 1947
  - 1.º en Charlieu
  - 1.º en el Gran Premio de Canes
- 1948
  - 1.º en el Gran Premio de los Aliados
  - 1.º en el Gran Premio de Thizy
  - 1.º en Charlieu
  - 1.º en  Mauves-sur-Loire
- 1949
  - 1.º en la Rondo de Aix-en-Provence
  - 1.º en Bordighera
- 1950
  - 1.º en el Gran Premio de los Aliados
- 1951
  - 1.º en el Gran Premio de Niort
  - 1.º en el Tour de la Charente Maritime
- 1952
  - 1.º en la París-Tours
  - 1.º en el Gran Premio de Thizy
  - 1.º en el Gran Premio de Libre-Poitou
  - Vencedor de una etapa del Tour de Argelia
- 1953
  - Vencedor de una etapa del Gran Premio Mediterráneo
- 1954
  - 1.º en el Circuito de los Dos-Puentes - Culan
- 1957
  - 1.º en la París-Bourges

### Resultados en el Tour de Francia
- 1947. Abandona (2.ª etapa)
- 1948. Abandona (10.ª etapa)
- 1951. Abandona (15.ª etapa)